# Platynocheilus clematidis
Platynocheilus clematidis är en stekelart som beskrevs av Boucek 1993. Platynocheilus clematidis ingår i släktet Platynocheilus och familjen raggsteklar.
Artens utbredningsområde är Österrike. Inga underarter finns listade i Catalogue of Life.